# Bremer voetbalkampioenschap 1917/18
In 1917/18 werd het negentiende Bremer voetbalkampioenschap gespeeld, dat georganiseerd werd door de Noord-Duitse voetbalbond. Bremer SC werd kampioen, er werd geen eindronde gespeeld voor clubs, enkel voor samengestelde elftallen uit de steden.
Delmenhorst werd uitgesloten, de reden hiervoor is onbekend.

## Eindstand
| Plaats | Club                    | Wed.        | W           | G           | V           | Saldo       | Ptn         |
| ------ | ----------------------- | ----------- | ----------- | ----------- | ----------- | ----------- | ----------- |
| 1.     | Bremer SC 1891          | 8           | 6           | 1           | 1           | 24:9        | 13:3        |
| 2.     | BV Sport 06 Bremen      | 8           | 6           | 0           | 2           | 27:11       | 12:4        |
| 3.     | FV Werder Bremen        | 8           | 2           | 1           | 5           | 16:19       | 5:11        |
| 4.     | FV Komet 1896 Bremen    | 8           | 2           | 1           | 5           | 13:23       | 5:11        |
| 5.     | TuS Eintracht Bremen    | 8           | 1           | 3           | 4           | 14:32       | 5:11        |
| 6.     | FC TuS 1900 Delmenhorst | Uitgesloten | Uitgesloten | Uitgesloten | Uitgesloten | Uitgesloten | Uitgesloten |

|  | Kampioen |